# Geelsnavellori
De geelsnavellori of groenstaartlori (Lorius chlorocercus) is een vogel uit de familie Psittaculidae (papegaaien van de Oude Wereld).

## Verspreiding en leefgebied
Deze soort is endemisch op de Salomonseilanden, een eilandengroep in het westelijk deel van de Grote Oceaan ten oosten van Nieuw-Guinea.

## Status
De grootte van de populatie is niet gekwantificeerd maar de soort wordt omschreven als zeer algemeen op Guadalcanal maar schaars op Rennell. Op de Rode lijst van de IUCN heeft deze soort de status niet bedreigd.